# 米拉巴伊
米拉巴伊 是一位16世纪的印度教神秘主義诗人，也是黑天的信徒。 
據說米拉巴伊创作了数百万首稱讚奎师那的赞美诗，但学者认为只有几百首才可能是她的真迹。但實際上除两首赞美诗外，大多数的赞美诗始見於18世纪的文獻。  所以很多人只是假借米拉巴伊之名創作這些讚美詩。 